# Tohono O'odham
Els Tohono O'odham (gent del desert), coneguts antigament com a pàpago, són un poble binacional (Estats Units - Mèxic) uto-asteca, molt afins als pimes, el nom dels quals prové de papah (pèsols) i ootam (poble), però ells s'anomenen Tohono o'odham (Poble del desert). Es dividien en els grups totoquani, kokololodi, gigimai, huhhu’ula, huhuwash, ahngam i Ge Aji. A Mèxic són reconeguts com a poble indígena nacional, i la seva llengua també és reconeguda com a llengua nacional.

## Localització
Ocupen actualment el seu territori tradicional, a les reserves d'Ak Chin, San Xavier i Papago, als comtats de Maricopa i Pinal, Arizona, i a Sonora, Mèxic. Als Estats Units, des de 1937, el territori està dividit en 11 districtes, cadascú amb un consell propi. El 1983 es va crear una oficina especial per a les relacions entre els pàpago que habiten a Mèxic i els Estats Units. A Mèxic habiten als municipis de Caborca, Saric, Puerto Peñasco i Magdalena.

## Demografia
Cap al 1684 potser eren uns 6.000. El 1900 eren uns 5.100 (el 1906 hi havia 4.981 als Estats Units i 859 a Sonora). Augmentaren a 8.300 el 1960, i pel 1970 ja eren 13.500 individus en 73 llogarrets. Segons Asher eren uns 20.000, dels quals 10.000 parlaven la llengua. El 1990 eren uns 25.000 individus. Segons dades de la BIA del 1995, a la reserva Tohono O’odham hi havia 19.225 habitants en una reserva de 2.773.050 acres, i a la d'Ak Chin, en 22.000 acres, 734 habitants (586 en rol tribal). Segons el cens nord-americà del 2000, hi havia 20.087 individus. A Mèxic hi havia, el mateix any, 363 individus.

## Administració
La Nació Tohono O'odham dels Estats Units està dividida en 11 districtes dins una reserva índia. El terreny es troba en tres comtats de l'estat d'Arizona: comtats de Pima, Pinal, i Maricopa. La reserva principal està situada entre Tucson i Ajo, Arizona, amb centre administratiu a la ciutat de Sells. Alguns dels districtes hi són a la reserva principal: el districte sud-oest de Tucson, el Districte de Sant Lucy prop de la ciutat de Sant Xavier Gila Bend, i el poble de Florence, a prop de la ciutat de Florence.
La reserva índia Tohono O'odham té una extensió d'11.534,012 km², la tercera reserva índia dels Estats Units en extensió després de la Nació Navajo i la reserva índia Uintah i Ouray. El cens dels Estats Units del 2000 va donar una xifra de 10.787 habitants a la reserva. El registre oficial de la tribu dona una població de 25.000 persones, amb 20.000 persones vivint a les reserves d'Arizona.
La nació està governada per un Consell i un president, que són elegits pels membres adults elegibles de la nació sota una fórmula complexa destinada a garantir que els drets de les petites comunitats O'odham estan protegits, així com els interessos de les comunitats i famílies més grans. L'actual president és Ned Norris, Jr des de 2007.
La Nació ofereix habitatge assequible a través de la Tohono O'Odham Ki:Ki Association.

## Costums
Amics dels pimes i enemics dels apatxe, eren alts i forts i adoraven al coiot. S'organitzaven en 73 grans viles sense organització política o tribal, sinó amb grups de famílies. També eren bons cistellers. Feien conreu intensiu de menjar silvestre amb nomadisme estacional (tenien viles de camp a l'estiu i viles de bé a l'hivern). Les dones conreaven fesols, però el terreny era dur per al conreu, i per això mai no confiaven plenament en els seves collites. Plantaven als fons al·luvials i a les boques dels rierols per aprofitar al màxim l'aigua. Recollien llavors i cactus petits, i caçaven poc.

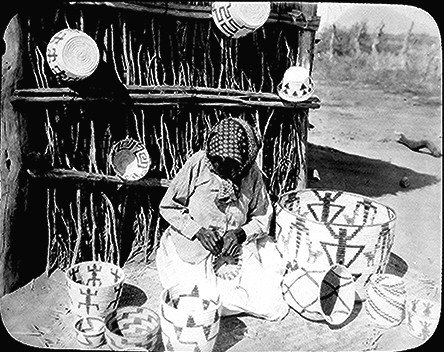
Cistellera pàpago, 1916

 Duien poca roba, eren monògams i pacífics. Vivien en llogarrets petits i disseminats a causa de l'esterilitat de la regió, i només es reunien per a les cerimònies religioses. Donaven molta importància a les visions i al poder que aquestes donaven, en harmonia amb el xamanisme, comú a totes les tribus índies. També creien que les cançons eren font de poder sobrenatural. Els sacerdots feien llur tasca després d'un aprenentatge i controlaven les cerimònies més importants. Un cop l'any fermentaven vi d'atzavara o Saguaro (cactus gegant que també era un heroi mitològic) i celebraven una cerimònia tot bevent-lo en grans quantitats per tal de simbolitzar la humitat del sòl amb una borratxera, dances i oracions.
Waw giwulk era la seva muntanya sagrada. Els cristians celebraven la passió, anomenada mat o wo:p g jijiawul (cacera de dimonis), que comprenien lluita de confeti, aigua sagrada i kaskalones (pellofes d'ou pintades), amb pallassos, matatxins i actors.
Endemés, molts noms d'indrets encara es mantenen en papago, com el cas de Saddle Hanging/Si:l Naggia, Crow Hanging/Hawan Naggia, Rock Basin Tank/Hodai Son Wo’o, Dog Burnt/Gogs Mek, Black Base Mt/Cuk Son, Sonoita/Son Oldag, Poso Verde/Ce:dagi Wahia i Soft Well/Moik Wahia.

## Història
Se sap que conreaven moresc des de l'1 aC, i pertanyien a la cultura Hohokam. Del 1500 al 1600 van rebre visites esporàdiques dels espanyols, qui els van sotmetre nominalment. Fins al 1687 no van rebre la visita del Pare Kino, qui intentà fer una missió a la Papagueria. Del 1695 al 1751, però, van mantenir constants revoltes contra els espanyols. Els jesuïtes van intentar fer-los ramaders, mentre els franciscans fundaven els missions de San Xavier de Bac. El 1751 ajudaren als pimes a revoltar-se contra els espanyols, mentre que el 1767 es desfeien dels jesuïtes. El 1821 foren sotmesos als mexicans, que s'havien independitzat dels espanyols. Després de la Guerra Estats Units-Mèxic aconseguiren que els donessin les reserves de San Xavier (1874), Gila Bend (1882) i Papago (1916-1917), amb 2.775.000 hectàrees.

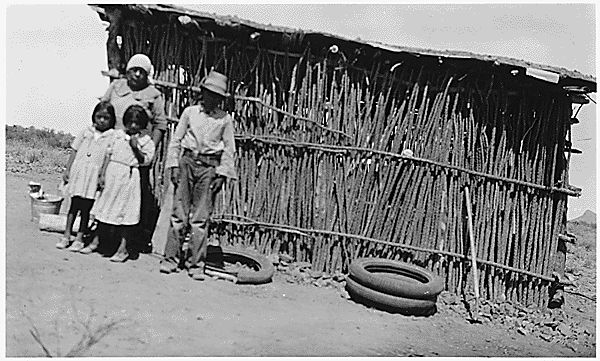
Família pàpago a la reserva d'Arizona

Per la Compra de Gadsden (1853), el seu territori passà als Estats Units, i cap al 1860 es confederaren amb Pima i maricopes contra els apatxe, donant suport als Estats Units. Des del 1937 escullen un Consell Tribal de 22 membres. Des del 1960 van començar a rebre visites dels missioners presbiterians. El 1961 els de la reserva Ak Chin de Phoenix (Arizona), establida el 1912 amb 22.000 acres i amb abundant aigua, abandonaren el proteccionisme de la BIA, i els 600 habitants decidiren gestionar llurs 6.700 hectàrees i obtenen uns guanys d'un milió de dòlars a l'any amb la major explotació agrària d'Arizona conreu de cotó, alfals (en produeix prou per a tot el SO de l'Estat), moresc, mill i ordi que els donen uns beneficis anyals de$6 milions de dòlars. Uns 175 indis ho treballen, i només hi ha un 3% d'atur. També es fan projectes de sales de joc i de manufactures. Però del 1975 al 1987 lluitaren contra Washington pels drets de l'aigua, ja que el Canal Cenral d'Arizona els uneix al riu Colorado. Pel que fa als beneficis, no els reparteixen, sinó que es posen en serveis comunitaris (habitatges lliures de despeses, llum, calefacció, etc.). També disposen d'un consell amb un cap escollit cada quatre anys.
El membre de la tribu més destacat és la intel·lectual Ofelia Zepeda.